# Zuwendung
Unter Zuwendungen versteht man im deutschen Haushaltsrecht (freiwillige) Leistungen des Bundes an Stellen außerhalb der Bundesverwaltung bzw. Leistungen der Länder an Stellen außerhalb der jeweiligen Landesverwaltung zur Erfüllung bestimmter Zwecke.

## Allgemeines
Der Staat (Bund oder Länder) hat an der Erfüllung dieser Aufgaben, die mit den Zuwendungen finanziert werden, ein erhebliches Interesse, das auf andere Weise nicht oder nicht hinreichend befriedigt werden kann (Subsidiaritätsprinzip). Auch gilt das Gebot der Wirtschaftlichkeit und der Sparsamkeit sowie weitere Haushaltsgrundsätze und als Ausnahme bei einer überwiegenden Projektförderung durch öffentliche Zuwendungsgeber oder generell beim Vorliegen einer institutionellen Förderung das Besserstellungsverbot, die im öffentlichen Haushaltsrecht verankert sind. Die Nebenbestimmungen zur Abrufrichtlinie sind derzeit noch strittig und nicht in Kraft.

## Rechtsgrundlagen
Rechtsgrundlage sind die § 23 (Veranschlagung) und § 44 (Bewilligung) der Bundeshaushaltsordnung (BHO) und der Haushaltsordnungen der Länder (LHO) und die jeweiligen Ausführungs- bzw. Verwaltungsvorschriften (VV-BHO bzw. VV-LHO). Die Vorschriften der Länder entsprechen in ihren Landeshaushaltsordnungen und Verwaltungsvorschriften grundsätzlich den Regelungen des Bundes. Die Bereitstellung der Mittel für die Zuwendungen erfolgt in den jährlichen Haushaltsgesetzen (Ausgaben- und Verpflichtungsermächtigungen).

### Zuwendungsbescheide
Zuwendungen werden nur auf schriftlichen Antrag hin in der Regel durch schriftliche Verwaltungsakte (Zuwendungsbescheide), ausnahmsweise auch durch öffentlich-rechtlichen Vertrag bewilligt. In ihm wird zwingend festgelegt, in welcher Form und in welcher Frist der Zwischen- oder Endverwendungsnachweis zu führen ist (siehe z. B. ANBest-P). Die Behörden sind verpflichtet, Verwendungsnachweise zu verlangen und zu prüfen.

### Rechtsmittel
Rechtswidrige Zuwendungsbescheide können zurückgenommen werden (§ 48 VwVfG des Bundes oder der Länder). Rechtmäßige Zuwendungsbescheide können widerrufen werden (§ 49 VwVfG des Bundes oder der Länder). Insbesondere kann ein Zuwendungsbescheid mit Wirkung für die Vergangenheit widerrufen werden, wenn der mit der Zuwendung verfolgte Zweck nicht oder nicht mehr erreicht wird oder wenn die Mittel nicht alsbald nach ihrer Auszahlung verbraucht werden oder wenn der Zuwendungsempfänger eine Auflage nicht oder nach Fristsetzung nicht rechtzeitig erfüllt (§ 49 Abs. 3 VwVfG). Die Rechtsfolgen ergeben sich aus § 49a VwVfG. Überzahlte Mittel sind mit Zinsen zu erstatten. Ggf. können Verspätungszinsen gefordert werden.

## Zuwendungszweck
Im Rahmen dieser Mittel dürfen die Behörden Zuwendungen bewilligen. Die Zuwendungszwecke werden im Allgemeinen in Förderrichtlinien festgelegt. Das sind Verwaltungsvorschriften, aus denen keine Rechtsansprüche auf Bewilligung hergeleitet werden können. Die Behörden sind bei der Vergabe an den Gleichbehandlungsgrundsatz gebunden. Die Verwaltungspraxis führt zu einer Selbstbindung der Verwaltungen, die freilich jederzeit geändert werden kann. Es gilt zumeist das Windhundprinzip. Wenn die Mittel erschöpft sind, sind weitere Zuwendungsanträge abzulehnen.
Um ein gleichmäßiges Verwaltungshandeln zu erwirken, erließen die Finanzministerien Verwaltungsvorschriften zu § 44 BHO, in den vor allem Verfahrensvorschriften für die Behörden enthalten sind. Sie sind veröffentlicht. Den Behörden wird vorgeschrieben, Allgemeine Nebenbestimmungen den Zuwendungsbescheiden zu Grunde zu legen, die sich in den Anlagen zu den Verwaltungsvorschriften befinden (z. B. Allgemeine Nebenbestimmungen für Zuwendungen zur Projektförderung – ANBest-P).

### Abgrenzung
Zuwendungen umfassen zweckgebundene Zuschüsse, Zuweisungen, Schuldendiensthilfen und andere nicht rückzahlbare Leistungen sowie zweckgebundene Darlehen und andere bedingt oder unbedingt rückzahlbare Leistungen.
Keine Zuwendungen im haushaltsrechtlichen Sinn sind insbesondere Sachleistungen, Leistungen auf Grund von Rechtsvorschriften, Aufwendungsersatz, Entgelte auf Grund von Verträgen und Mitgliedsbeiträge.

## Zuwendungsarten
Man unterscheidet:
- Institutionelle Förderung:

Zuwendungen zur Deckung der gesamten Ausgaben oder eines nicht abgegrenzten Teils der Ausgaben eines Zuwendungsempfängers.
Obwohl die Förderung des Zuwendungsempfängers jährlich neu beantragt und vom Zuwendungsgeber neu zu bewilligen ist, gleicht die institutionelle Förderung in der Praxis einer Art Dauerverpflichtung für die öffentliche Hand.
Typisches Beispiel für die institutionelle Förderung ist die Grundfinanzierung von bestimmten Forschungseinrichtungen, z. B. „Blaue-Liste-Einrichtungen“ der Leibniz-Gemeinschaft, Forschungseinrichtungen der Helmholtz-Zentren, Max-Planck-Gesellschaft, Europäische Bewegung Deutschland und Fraunhofer-Gesellschaft.
- Projektförderung

Zuwendungen zur Deckung von Ausgaben des Zuwendungsempfängers für einzelne Vorhaben, die fachlich, inhaltlich und finanziell abgrenzbar sind.
Der Zuwendungsgeber kann stärker als bei der institutionellen Förderung Einfluss auf den Inhalt der Arbeit des Empfängers nehmen. Außerdem besteht für den Zuwendungsgeber kein finanzielles Folgerisiko nach Ablauf der Förderung.

## Finanzierungsarten
Man unterscheidet zwischen
- Anteilfinanzierung

Die Zuwendung errechnet sich als Anteil bzw. Prozentsatz der anerkannten zuwendungsfähigen Ausgaben; ein festgelegter Höchstbetrag darf jedoch nicht überschritten werden. Erzielt der Zuwendungsempfänger Einsparungen oder höhere Einnahmen, als zunächst absehbar war, ist die Zuwendung anteilig zurückzuzahlen.
- Fehlbedarfsfinanzierung

Zugewendet wird der Betrag, der die Lücke zwischen den anerkannten zuwendungsfähigen Ausgaben einerseits und den Eigenmitteln und sonstigen Einnahmen des Zuwendungsempfängers andererseits schließt. Auch hier wird ein Höchstbetrag festgelegt. Einsparungen oder Mehreinnahmen führen in ihrer vollen Höhe zur Rückzahlung der Zuwendung.
- Festbetragsfinanzierung

Die Zuwendung erfolgt in Form eines festen Betrages. Dieser Betrag verbleibt auch bei Einsparungen und höheren Einnahmen in voller Höhe beim Zuwendungsempfänger; es sei denn, seine Gesamtausgaben lägen unter dem Zuwendungsbetrag.
- Vollfinanzierung

Dem Zuwendungsempfänger werden alle Ausgaben finanziert; ein festgelegter Höchstbetrag darf nicht überschritten werden. Jede Einnahmeerhöhung bzw. Ausgabenminderung des Zuwendungsempfängers mindert die Zuwendung in entsprechender Höhe.

## Finanzierungsformen
Die Zuwendung kann als:
- unbedingt rückzahlbare Zuwendung (Darlehen)
- bedingt rückzahlbare Zuwendung (Risiko)
- nicht rückzahlbare Zuwendung (Zuschuss)

geleistet werden.

## Ablauf eines Zuwendungsverfahrens
Das Zuwendungsverfahren umfasst acht Verfahrensschritte.
| Phase                              | Informationen |
| ---------------------------------- | --- |
| Veranschlagung                     | Veranschlagung nach § 23 und § 44 BHO |
| Antragstellung                     | Unterlagen: - Erklärung der Berechtigung zum Vorsteuerabzug nach § 15 UStG - Finanzierungsplan (Projektförderung) - Erklärung, dass das Vorhaben noch nicht begonnen wurde (Projektförderung) - Projektbeschreibung (Projektförderung) - Haushalts- oder Wirtschaftsplan (institutionelle Förderung) |
| Antragsprüfung und Prüfungsvermerk | - Bonitätsprüfung - Prüfung der geordneten Buchführung - Prüfung, ob das Personal qualifiziert ist - Erkenntnisse über rechtswidriges Verhalten? - Vorliegen erheblicher Schulden |
| Entscheidung über die Bewilligung  | - Ablehnung des Zuwendungsantrags - Stattgabe des Zuwendungsantrags - unverbindliche Inaussichtstellung bei unvollständigen Unterlagen - Zusicherung |
| Bekanntgabe der Entscheidung       | Verwaltungsakt mit Rechtsbehelfsbelehrung |
| Auszahlung der Zuwendung           | nach Bestandskraft |
| Prüfung von Ansprüchen             | Bestehen Ansprüche gegenüber dem Zuwendungsempfänger? |
| Erfolgskontrolle                   | Prüfung des Erfolgs der Zuwendung |

## Zuwendungsbescheid/Bewilligungsentscheid
Die Bekanntgabe der Entscheidung der Bewilligungsstelle erfolgt in einem Zuwendungsbescheid, auch Bewilligungsbescheid genannt. Er hat mindestens folgende Bestandteile:
| Information                                                     | Rechtsgrundlage                        |
| --------------------------------------------------------------- | -------------------------------------- |
| Daten des Zuwendungsempfängers                                  | VV Nr. 4.2.1 zu § 44 BHO               |
| Art der Zuwendung                                               | VV Nr. 4.2.2 zu § 44 BHO               |
| Höhe der Zuwendung                                              | VV Nr. 4.2.2 zu § 44 BHO               |
| Art der Finanzierung                                            | VV Nr. 4.2.4 zu § 44 BHO               |
| Form der Finanzierung                                           | VV Nr. 4.2.4 zu § 44 BHO               |
| Zweck der Zuwendung                                             | VV Nr. 4.2.3 zu § 44 BHO               |
| Umfang der anerkannten zuwendungsfähigen Ausgaben               | VV Nr. 4.1 zu § 44 BHO                 |
| Begründung für abgelehnte Teile des Antrags                     | § 39 VwVfG und VV Nr. 4.1 zu §§ 44 BHO |
| Benennung der zu beachtenden Allgemeinen Nebenbestimmungen      | VV Nr. 4.2.9 zu § 44 BHO               |
| Hauptansprechpartner für die Zuwendung bei mehreren Beteiligten | VV Nr. 4.2.6 zu § 44 BHO               |
| Art der Auszahlung nach Bestandskraft                           | VV Nr. 7.1 zu §§ 44 BHO                |
| Rechtsbehelfsbelehrung                                          | § 37 VwVfG                             |

### Informationen im Einzelfall
Je nach Konstellation kann die Angabe weiterer Informationen erforderlich sein:
| Einzelfall                                | Information                                                       | Gesetzesgrundlage        |
| ----------------------------------------- | ----------------------------------------------------------------- | ------------------------ |
| Erhalt von Subventionen                   | subventionserhebliche Vorgänge und Offenbarungspflicht            | § 3 SubvG                |
| institutionelle Förderung                 | Anforderung einer Überleitungsrechnung auf Einnahmen und Ausgaben | VV Nr. 4.2.8 zu § 44 BHO |
| Erwerb von Grundstücken oder Rechten      | Vorbehalt zu Gunsten des Bundes                                   | VV Nr. 5.6.1 zu § 44 BHO |
| rückzahlbare Zuwendung                    | Aussagen zu Rückzahlung, Verzinsung, Erstattungsanspruch          | VV Nr. 5.6.3 zu § 44 BHO |
| Erwerb von Schutzrechten                  | Vorbehalt zu Gunsten des Bundes                                   | VV Nr. 5.6.3 zu § 44 BHO |
| Verfassen einer wissenschaftlichen Arbeit | Anwendbarkeit der Arbeitsergebnisse für die Allgemeinheit         | VV Nr. 5.6.4 zu § 44 BHO |
| Beteiligung fachtechnischer Dienststellen | Regelung der Art und Weise                                        | VV Nr. 5.6.5 zu § 44 BHO |
| Institutionelle Förderung                 | Auflage der Anwendung Haushaltsgesetze des Bundes                 | VV Nr. 5.6.7 zu § 44 BHO |
| Kritische Fälle                           | Widerrufsvorbehalt                                                | VV Nr. 5.8 zu § 44 BHO   |
| mehrstufiges Zuwendungsverhältnis         | Erlaubnis der Weiterleitung der Zuwendungsmittel                  | VV Nr. 12.1 zu § 44 BHO  |

## Pflichten des Zuwendungsempfängers
Der Empfänger einer Zuwendung hat diverse Pflichten zu erfüllen. Dazu zählen die Einhaltung der Grundsätze einer ordentlichen Buchführung, die Einhaltung der Vergabebestimmungen, die Einhaltung der Betriebspflichten und die Einhaltung der Publikationsvorschriften. Er hat mit der Bewilligungsbehörde wahrheitsgemäß zusammenzuarbeiten – dazu zählen die Pflicht zur Mitteilung bei wesentlichen Veränderungen, eine Inventarisierungspflicht, das Führen von Teilnehmerlisten, die Einhaltung von Berichtspflichten und die Einhaltung der Aufbewahrungspflicht. Es können Kontrollen vor Ort erfolgen.

## Verwendungsnachweis
Nach Abschluss des Projekts hat der Empfänger einer Zuwendung einen Verwendungsnachweis zu erstellen. Dieser umfasst einen Sachbericht, einen zahlenmäßigen Nachweis über die Ausgabe der Mittel und eine Ordnungsmäßigkeitsbestätigung.
Im Sachbericht müssen mindestens folgende Informationen enthalten sein:
- Verwendung der Zuwendung
- Bericht über erreichte Ziele in Bezug auf die Vorgaben
- Darstellung der Notwendigkeit und Angemessenheit der geleisteten Arbeit

### Anlagen
Als Anlagen können enthalten sein:
- Tätigkeitsbericht
- Lagebericht
- Abschlussbericht
- Prüfungsbericht
- Veröffentlichungen[5]

## Verwendungsnachweisprüfung
Die Verwendungsnachweisprüfung erfolgt in vier Schritten:
1. kursorische Prüfung der Geltendmachung von Ansprüchen gegenüber dem Zuwendungsempfänger
2. vertiefte Prüfung
3. Erstellung eines Prüfungsvermerks
4. Unterrichtung des Zuwendungsempfängers über die Auszahlung oder den Widerruf

Ein Widerruf kann nach § 49 VwVfG erfolgen, wenn die Mittel nicht entsprechend dem Zweck verwendet worden sind, gegen eine Auflage verstoßen wurde oder ein Verstoß gegen das Besserstellungsverbot vorliegt. Nach der Anhörung nach § 28 VwVfG können weitere Schritte eingeleitet werden und es wird geprüft, ob eine Erstattung mit Zinsen geltend gemacht werden kann.

## Überprüfung
Die Überprüfung der ordnungsgemäßen Verwaltung erfolgt durch Prüfbehörden als auch durch die Rechnungshöfe, im Kontext europäischer Fördermittel auch durch die Europäische Kommission und den Europäischen Rechnungshof.

### Gesetze und Vorschriften
- Bundeshaushaltsordnung (BHO): Volltext
- Verwaltungsvorschriften zur BHO (VV-BHO): Volltext[6]
- Förderrichtlinien: Volltext

### Arbeitshilfen
- Förderkatalog: Text
- Fördermöglichkeiten der Europäischen Union, des Bundes und der Länder: Förderdatenbank
- Förderhilfen: Text
- Das System der öffentlichen Haushalte: BMF Bundeshaushalt 2008
- Das Verhältnis von Zuwendung und steuerlicher Förderung: Filmdokument